# Гримоальд II (герцог Беневенто)
Гримоальд II (лат. Grimoald II, итал. Grimoaldo II; умер около 689) — герцог Беневенто (687 — около 689) из рода Гаузы, сын Ромуальда I.
Он находился под регентством своей матери Теодрады, дочери фриульского герцога Лупа. Его правление прошло без происшествий и ничем не запомнилось.
Гримоальд II был женат на Вигилинде, дочери короля Бертари и сестре Куниперта.